# Idrosadenite suppurativa
L'idrosadenite suppurativa è una malattia infiammatoria cronica delle ghiandole sudoripare apocrine ad interessamento follicolare. È stato tuttavia ipotizzato che tale condizione origini da un'anomalia della cheratinizzazione dei follicoli piliferi.

## Epidemiologia
La prevalenza è stimata nell'1% e la malattia si presenta dopo l'età puberale.

## Clinica
Le lesioni si presentano cistiche e profonde e sono localizzate nelle aree dove sono presenti le ghiandole sudoripare apocrine, ovvero all'ascella, all'inguine e all'ano e ai genitali esterni. Tali lesioni sono dolorose.

## Diagnosi
Tale condizione è spesso diagnosticata in ritardo, il che porta il paziente ad attendere anche dieci anni prima di un corretto inquadramento. È associata a cisti pilonidale, non infrequente, e a malattie infiammatorie croniche intestinali, al continuo sviluppo di ascessi e fistole e a esiti cicatriziali fibrotici.

## Trattamento
La terapia può essere conservativa, tramite antibiotici e farmaci immunomodulatori, oppure può prevedere l'intervento chirurgico.

## Curiosità
Nei suoi scritti epistolari privati, il filosofo Karl Marx lamentava pustole e sintomi riconducibili a idrosadenite suppurativa. È dunque possibile che ne soffrisse senza esserne tuttavia a conoscenza.